# Бойко, Степан Григорьевич
Степан Григорьевич Бойко (14 января 1924, село Козиевка, Коростышевский район, Житомирская область, УССР, СССР — 29 июля 2019) — советский партийный работник, первый секретарь Червоноармейского и Ружинского райкомов КПСС (Житомирская область), Герой Социалистического Труда (22 декабря 1977 года).
Участник Великой Отечественной войны. В годы оккупации Украины входил в антифашистское комсомольско-молодёжное подполье. Полковник в отставке.

## Биография
Родился 14 января 1924 года в крестьянской семье в с. Козиевка Коростышевского района Житомирской области.
Родители: отец — Григорий Фёдорович, мать — Ярина Прокопьевна, крестьяне-бедняки, а с 1933 года колхозники.
Женат на Марии Фёдоровне Загладе (девичья фамилия) — медицинской сестре. В супружестве прожили 68 лет. Родили и воспитали троих дочерей — Галину, Людмилу, Зинаиду.
До войны окончил два курса Житомирского техникума плодоовощеводства.
После войны два года работал в Коростышевском райземотделе агрономом — плановиком.
В 1948 году окончил Житомирский сельскохозяйственный техникум и работал в Червоноармейском районе Житомирской области агрономом, главным агрономом, заведующим Червоноармейского райземотдела, начальником районного управления сельского хозяйства и заготовок, секретарём райкома партии по зоне МТС, директором МТС. Вторым секретарём райкома, председателем колхоза — тридцатитысячником. В 1956 году заочно закончил Житомирский сельскохозяйственный институт. 17 лет перед выходом на пенсию работал первым секретарём райкома в двух районах — Червоноармейском и Ружинском в Житомирской области.
Избирался депутатом Верховного Совета Украинской ССР десятого созыва (1980—1985 годов), делегатом XXV съезда КПСС, делегатом XXIV съезда КП Украины, избирался депутатом областного совета и множество раз — районных советов депутатов трудящихся. С 1967 года и по настоящее время — член областного комитета компартии. Более 15 лет — член бюро обкома. После выхода на пенсию работал: заместителем начальника АПО «Укрхмель», в областном управлении охраны природы; первым заместителем председателя областного совета ветеранов на общественных началах.

## Великая Отечественная война
Участник антинацистского комсомольско-молодёжного подполья в годы оккупации (1942—1943). Участвовал в боях за Житомир в ноябре 1943 года, рядовым кавалеристом Первого гвардейского кавалерийского корпуса генерала Баранова, Первого Украинского Фронта.
В наступательной операции «Багратион» по освобождению Белоруссии и Прибалтики от немецких захватчиков участвовал наводчиком 82 мм батальонного миномёта в составе 11-й гвардейской армии генерала Галицкого 3-го Белорусского Фронта начиная с 4-часовой артподготовки по прорыву обороны противника на рассвете 23 июня 1944 года и до её завершения.
С миномётным стволом на плечах прошёл с боями всю Белоруссию, от Орши до Гродно; Литву до границы Восточной Пруссии. Форсировал реки Березину и Неман. В составе 18-й гвардейской стрелковой дивизии одними из первых перешли государственную границу с Германией. В тех боях на границе было получено первое ранение. После излечения во фронтовом госпитале легко раненых, участвовал в оборонительных, а затем, в наступательных боях Восточно-Прусской операции от Сувалок вплоть до Кёнигсберга. Принимал участие в ночном штурме Инстенбурга (Черняховска), где потерял многих своих фронтовых друзей.
В феврале 1945 года под Кёнигсбергом получил тяжёлое ранение. Лечился в эвакогоспитале в Костроме, где и застала его Победа.

## Творчество
Написано 16 книг — воспоминаний (в рукописях). Из них издано 8. Только последняя «Родина» есть чисто биографической историей семьи. Остальные — публицистика общественно-социального звучания.
- «Нам дороги эти позабыть нельзя» (Воспоминания о войне) — 2001 год;
- «Крамольные мысли вслух» (Отрывки из дневника) — 2002 год;
- «Председатель колхоза — практика высокой пробы» (Воспоминания) — 2007 год;
- «Откровенно и вслух» — продолжение книги «Крамольные мысли вслух» — о контрреволюционном перевороте и развале Великой страны — 2007 год;
- «С огня да в полымя» (Записки секретаря Червоноармейского райкома) — 2008 год;
- «С Полесья в Лесостепь» (Записки секретаря Ружинского райкома):

книга первая — 2009 год;

книга вторая — 2009 год;
- «Родына» (в переводе с украинского языка — «Семейство») — 2010 год.

В настоящее время ведется работа над созданием двух книг:
- «Записки секретаря Ружинского райкома» — раздел «Секретарский стиль», книга третья.
- «История 68-летней супружеской жизни Степана и Марии Бойко» под романтическим названием «Ты и я, я и ты», фото-книга.

Все книги издавались за счёт автора, небольшими тиражами, но достаточными, чтобы подарить их всем библиотекам тех районов, где работал, областному Краеведческому музею и музеям учебных заведений, в которых учился.

## Награды

### За войну
- Орден Отечественной войны I степени
- Орден Богдана Хмельницкого III степени
- Медаль «За отвагу», награждён дважды
- Медаль «За взятие Кёнигсберга»
- Медаль «За победу над Германией в Великой Отечественной войне 1941—1945 гг.»
- Медаль «Защитнику Отчизны»
- Нагрудный Знак «Партизан Украины 1941—1945 г.г.»

### Трудовые
- Золотая Звезда «Серп и Молот» Герой Социалистического Труда
- Орден Ленина, награждён трижды
- Орден Трудового Красного Знамени
- Медаль «За трудовую доблесть»
- Медаль «В ознаменование 100-летия со дня рождения Владимира Ильича Ленина»
- Медаль «Ветеран труда»

### Юбилейные и памятные
- Юбилейная медаль «Двадцать лет Победы в Великой Отечественной войне 1941—1945 гг.»
- Юбилейная медаль «Двадцать пять лет Победы в Великой Отечественной войне 1941—1945 гг.»
- Юбилейная медаль «Тридцать лет Победы в Великой Отечественной войне 1941—1945 гг.»
- Юбилейная медаль «Сорок лет Победы в Великой Отечественной войне 1941—1945 гг.»
- Юбилейная медаль «50 лет Победы в Великой Отечественной войне 1941—1945 гг.»
- Юбилейная медаль «60 лет Победы в Великой Отечественной войне 1941—1945 гг.»
- Юбилейная медаль «65 лет Победы в Великой Отечественной войне 1941—1945 гг.»
- Юбилейная медаль «50 лет Вооружённых Сил СССР»
- Юбилейная медаль «60 лет Вооружённых Сил СССР»
- Юбилейная медаль «70 лет Вооружённых Сил СССР»
- Юбилейная медаль «90 лет Вооружённых Сил СССР»
- Медаль «60 лет освобождения Республики Беларусь от немецко-фашистских захватчиков»
- Медаль «65 лет освобождения Республики Беларусь от немецко-фашистских захватчиков»
- Медаль Жукова
- Памятная медаль Генерала армии СССР Черняховского
- Заслуженный гражданин Червоноармейского района
- Заслуженный гражданин пгт. Ружина